# Comaserica bouvieri
Comaserica bouvieri är en skalbaggsart som beskrevs av Brenske 1899. Comaserica bouvieri ingår i släktet Comaserica och familjen Melolonthidae. Inga underarter finns listade i Catalogue of Life.